# Donja Glina
Donja Glina – wieś w Chorwacji, w żupanii karlowackiej, w mieście Slunj. W 2011 roku liczyła 28 mieszkańców.